# Fristi
Fristi is een melkdrank, geproduceerd door FrieslandCampina. Het werd voor het eerst op de markt gebracht door Nutricia in 1955 en werd in 2001 verkocht aan Friesland Foods. Fristi is zowel in Nederland als België verkrijgbaar. De roze drank met vruchtensmaak wordt gemaakt van magere melk met toegevoegde suikers en additieven. De smaak van Fristi is een combinatie van aardbeien, frambozen en kersen.
Er bestaan ook varianten zonder toegevoegde suikers, met de smaak van geel of rood fruit. Deze zijn in België niet verkrijgbaar.